# Danger Mouse
Danger Mouse este un serial de animație britanic produs de Cosgrove Hall Films pentru Thames Television. Acesta îl are în prim plan pe eponimul șoarece pe nume Danger Mouse, ce lucrează ca un agent secret. Serialul reprezintă o parodie a filmelor britanice de spionaj, în special seria Danger Man și filmele cu James Bond. Inițial serialul a rulat în Marea Britanie din 28 septembrie 1981 până pe 19 martie 1992.
O continuare a serialului original cu același nume și-a început difuzarea din 28 septembrie 2015 pe CBBC. De asemenea a fost creat și un spin-off al serialului, Contele Duckula, ce s-a difuzat între 1988 și 1993.
În România serialul s-a difuzat pe canalul Boomerang, însă numai disponibil în engleză.

## Personaje
- Danger Mouse - Cel mai mare agent secret din lume, atât de secret încât numele lui de cod are și el un nume de cod propriu. Vorbește 34 de limbi fluent, printre care și câteva extraterestre. El este de asemenea un practicant al artelor marțiale kung moggy (versiunea lor a kung fu-ului, aici având legătură cu pisici). Inițial Danger Mouse ar fi trebuit să fie maro, însă creatorii au decis că el și Penfold trebuie să aibă culori diferite. Sintagmele sale sunt "Good grief!" ("Sfântă macaroană!"), "Penfold, shush!" ("Penfold, liniște!") și "Blast!" ("Explozie!")
- Ernest Penfold - Penfold este un hamster timid și ochelarist, și asistentul lui Danger Mouse. El are jumătate din înălțimea lui Danger Mouse, și poartă mereu ochelari groși și rotunzi, un costum albastru necălcat cu o cămașă albă pe dedesupt și o cravată cu dungi negre și galbene. Penfold este partenerul lui Danger Mouse, căruia îi spune "Chief" ("Șefu"). Este fricos, speriindu-se la orice semn de pericol (numele lui de cod fiind "The Jigsaw", deoarece se rupe în bucăți când apare o problemă). Apare în fiecare episod alături de Danger Mouse, și este adesea capturat sau se bagă în alte situații periculoase înainte să trebuiască a fi salvat de Danger Mouse. Sintagma sa este "Crumbs, DM!", și de asemenea  "Oh, heck!", "Oh, fiddle!" și "Oh, carrots!" (toate traduse prin "Oh, doamne!"), spuse când ceva merge greșit. Cu toate acestea, el pare a avea ceva fibre morale, și e dispus să accepte răul când lucrurile încep să o ia razna, cel puțin temporar. Este un expert auto-proclamat de asemenea în artele marțiale "kung moggy", dar abilitățile sale nu îi fac prea mult bine în practică. Aproape mereu Penfold face reacții ridicole, ca de exemplu neînțelegând ceva sau luând un anumit lucru ca pe o glumă, iar atunci Danger Mouse îi spune să facă liniște.

## Episoade

### Sezonul 1
1. "Rogue Robots"
2. "Who Stole the Bagpipes"
3. "Trouble with Ghosts"
4. "Chicken Run"
5. "The Martian Misfit"
6. "The Dream Machine"
7. "Lord of the Bungle"
8. "Die Laughing"
9. "The World of Machines"
10. "Ice Station Camel"
11. "A Plague of Pyramids"

### Sezonul 2
1. "Custard"
2. "Close Encounters of the Absurd Kind"
3. "The Duel"
4. "The Day of the Suds"
5. "The Bad Luck Eye of the Little Yellow God"
6. "The Four Tasks of DangerMouse"

### Sezonul 3
1. "The Invasion of Colonel ’K’"
2. "DangerMouse Saves the World… Again"
3. "The Odd Ball Runaround"
4. "The Strange Case of the Ghost Bus"
5. "Trip To America"

### Sezonul 4
1. "The Wild, Wild Goose Chase"
2. "The Return of Count Duckula"
3. "Demons Aren’t Dull"
4. "150 Million Years Lost"
5. "The Planet of the Cats"
6. "Four Heads Are Better than Two"
7. "Tower of Terror"
8. "The Great Bone Idol"
9. "Public Enemy No. 1"

### Sezonul 5
1. "Long Lost Crown Affair"
2. "By George It’s a Dragon"
3. "Tiptoe through the Penfolds"
4. "Project Moon"
5. "The Next Ice Age Begins at Midnight"
6. "The Aliens are Coming"
7. "Remote-Controlled Chaos"
8. "The Man from Gadget"
9. "Tampering with Time Tickles"
10. "Nero Power"

### Sezonul 6
1. "Once Upon a Time Slip"
2. "Viva DangerMouse"
3. "Play it Again, Wufgang"
4. "Hear, Hear"
5. "Multiplication Fable"
6. "The Spy Who Stayed in with a Cold"
7. "It’s All White, White Wonder"
8. "The Hickory Dickory Dock Dilemma"
9. "What a Three-Point Turn-Up for the Book"
10. "Quark! Quark!"
11. "Alping is Snow Easy Matter"
12. "Aaargh! Spiders!"
13. "One of Our Stately Homes is Missing"
14. "Afternoon Off – With the Fangboner"
15. "Beware of Mexicans Delivering Milk"
16. "Cat-Astrophe"
17. "The Good, the Bad and the Motionless"
18. "Statues"
19. "The Clock Strikes Back!"
20. "Ee-Tea!"
21. "Bandits, Beans and Ballyhoo!"
22. "Have You Fled Any Good Books Lately"
23. "Tut, Tut, It’s Not Pharaoh"
24. "Lost, Found and Spellbound"
25. "Penfold, B.F."
26. "Mechanized Mayhem"
27. "Journey to the Earth’s… ’Cor"

### Sezonul 7
1. "DangerMouse on the Orient Express"
2. "The Ultra Secret Secret"
3. "Duckula Meets Frankenstoat"
4. "Where There’s A Well There’s A Way"
5. "All Fall Down"
6. "Turn Of The Tide"

### Sezonul 8
1. "Gremlin Alert"
2. "Cor! What a Picture"

### Sezonul 9
1. "I Spy With My Little Eye"
2. "Bigfoot Falls"
3. "The Statue of Liberty Caper"
4. "Penfold Transformed"
5. "A Dune With a View"
6. "Don Coyote and Sancho Penfold"

### Sezonul 10
1. "Crumhorn Strikes Back!"
2. "Ants, Trees and… Whoops-A-Daisy"
3. "There’s A Penfold In My Suit"
4. "Rhyme And Punishment"
5. "Pillow Fright!"
6. "Heavy Duty"
7. "The Intergalactic 147"

## Legături externe
- Danger Mouse la Internet Movie Database
- Danger Mouse  la Big Cartoon DataBase